# 탈라트 자페리
탈라트 자페리(마케도니아어: Талат Џафери, 알바니아어: Talat Xhaferi, 1962년 4월 15일~)는 북마케도니아의 정치인으로 제12대 총리를 맡았다. 그는 알바니아인 혈통으로 2013년부터 2014년까지 국방부 장관을 역임했으며 2017년부터 2024년까지 북마케도니아 의회의장을 역임했다.